# Nath (hinduísmo)
Nath, também chamado de Natha, é uma sub-tradição shaiva (xivaísmo) dentro do hinduísmo na Índia e no Nepal. Um movimento medieval, que combinou ideias do budismo, shaivismo e tradições da yoga na Índia. Os Naths são uma confederação de devotos que consideram Shiva, como seu primeiro senhor ou guru, com listas variadas de gurus adicionais. Destes, o Matsyendranath do século IX ou X e as ideias e organizações desenvolvidas principalmente por Gorakhnath são particularmente importantes. Gorakhnath é considerado o criador do Nath Panth.
A tradição Nath possui extensa literatura teológica relacionada ao próprio xivaísmo, a maioria da qual remonta ao século XI d. C. ou mais tarde. No entanto, suas raízes estão na tradição Siddha muito mais antiga. Um aspecto notável da prática da tradição Nath tem sido seus refinamentos e uso do yoga, particularmente do Hatha Yoga, para transformar o corpo em um estado de sahaja siddha de identidade do eu desperto com a realidade absoluta. Um guru realizado, isto é, um guia espiritual e de ioga, é considerado essencial, e eles são historicamente conhecidos por suas práticas esotéricas e heterodoxas.
Seus modos não convencionais desafiaram todas as premissas ortodoxas, explorando práticas sombrias e evitadas da sociedade como uma forma de compreender a teologia e ganhar poderes internos. Eles formaram organizações monásticas, grupos itinerantes que percorriam grandes distâncias para locais sagrados e festivais como o Kumbh Mela como parte de sua prática espiritual. Os Nath também têm uma grande tradição de chefes de família estabelecida em paralelo aos seus grupos monásticos. Alguns deles se metamorfosearam em ascetas guerreiros durante o domínio islâmico do subcontinente indiano.
A tradição Nath foi influenciada por outras tradições da Índia, como o monismo Advaita Vedanta e por sua vez a influenciou, bem como movimentos dentro do movimento vixenuísmo, shaktismo e bhakti através de santos como Kabir e Namdev.